# La Encina
La Encina – gmina w Hiszpanii, w prowincji Salamanka, w Kastylii i León, o powierzchni 30,77 km². W 2011 roku gmina liczyła 122 mieszkańców.